# 吴友三
吴友三（1909年4月21日—1997年），浙江余姚人，中国农学家、植物病理学家，教育家。

## 生平
1909年4月21日，生于浙江余姚。
早年就读南京市第一中学，后转学就读于金陵大学附属中学。
于金陵大学附属中学毕业，后考入金陵大学预科。
后就读于金陵大学农学院植物系。
1935年，于金陵大学农学院植物系毕业，留校担任助教。
1938年，金陵大学迁校至重庆，期间吴友三对多种作物作了病虫害的研究，并开始发表科学论文。
1940年，赴成都金堂县铭贤农工专科学校任教。曾任教于湖北农学院。
1944年，回重庆，任中央农业实验所病虫害系技佐。得俞大绂教授的指导。
1948年，赴加拿大留学。入煞斯坎川大学（旧译）University of Saskatchewan（页面存档备份，存于），师从当时著名植物病理学家、育种学家James Bishop Harrington（页面存档备份，存于）.
1949年，获加拿大煞斯坎川大学理学硕士学位，并受聘任大学农学系助理研究员。
1951年回国，在上海受聘出任复旦大学农学院教授。1952年9月，出任当时新成立的沈阳农学院教授。
1986年，荣获加拿大萨斯喀切温大学荣誉[[法学]][[博士]]学位（页面存档备份，存于）。

## 任职
曾先后担任辽宁省第四届政协副主席，中国植物保护学会第三届常务理事，中国植物病理学会第三届副理事长。
是第五届全国政协委员和第六届全国政协委员。

## 著作
- 《种子带病和种子检疫》
- 《农业植物病理学》（合著）